# سنجاب صخري
سنجاب صخري (الاسم العلمي:Sciurotamias) هو جنس من الحيوانات يتبع فصيلة السنجابية من رتبة القوارض.

## أنواع
- سنجاب صخري دفيدياني (الاسم العلمي:Sciurotamias davidianus)
- سنجاب صخري فوريستي (الاسم العلمي:Sciurotamias forresti)
- سنجاب الصخور (الاسم العلمي:Otospermophilus variegatus)

## اقرأ أيضاً
- المرموط (الاسم العلمي: Marmota)
- الهوقل (الاسم العلمي: Spermophilus)
- اليرمول (الاسم العلمي: Ammospermophilus)
- كلب البراري (الاسم العلمي: Cynomys)
- الصيدن (الاسم العلمي: Tamias)